# Envia
Envia là một chi nhện trong họ Microstigmatidae.